# Sherif Sabry
Sherif Sabry (* 29. August 1986 in Gizeh) ist ein ägyptischer Tennisspieler.

## Karriere
Sabry spielte am Anfang seiner Karriere hauptsächlich Turniere der ITF Future Tour. Beim ersten Turnier dieser Kategorie, das in Rabat stattfand, und bei dem Sabry nur dank einer Wildcard spielen konnte, schaffte er im Doppel den Einzug ins Finale, wo er in zwei Sätzen unterlag. Im Jahr 2005 gelangen ihm weitere Finalteilnahmen in Afrika, ehe er 2006 im Doppel seinen ersten Titel gewinnen konnte. Seine erste Teilnahme an einem höher dotierten Challenger-Turnier gelang ihm als Lucky Loser 2007 in Saransk, wo er in der ersten Runde scheiterte. Ende 2008 hatte Sabry bereits einen Future-Titel im Einzel und fünf im Doppel gewonnen. Dabei spielte er im Doppel meist mit Karim Maamoun. Außerdem durchbrach er erstmals die Top 500 in der Tennisweltrangliste. In den folgenden Jahren gewann er zahlreiche weitere Future-Titel, alleine acht im Jahr 2009. Erfolge bei Challenger-Turnieren blieben jedoch weiter aus.
Die Premiere auf der ATP World Tour feierte Sabry 2011 in Doha bei den Qatar ExxonMobil Open, wo er dank einer Wildcard ins Hauptfeld kam. Dort verlor er in der ersten Runde gegen Antonio Veić in drei Sätzen. Ein Jahr später scheiterte er an gleicher Stelle im Doppel erneut an der Auftakthürde. Erst 2014 konnte er auf der Challenger-Ebene kleine Erfolge erzielen. In Cali und Mohammedia erreichte er jeweils das Viertelfinale im Einzel. Dadurch stieg er in der Weltrangliste bis auf seine Höchstplatzierung 351 im September 2014. Seit diesem Jahr konnte er nicht mehr an diese Erfolge anknüpfen, sodass er seitdem lediglich drei Futures im Doppel gewann.
2006 wurde Sabry erstmals für die ägyptische Davis-Cup-Mannschaft nominiert, wo er aber gegen Ungarn beide Matches verlor. Insgesamt hat er eine Bilanz von 23:19 in 24 Begegnungen. Im Doppel gewann er neun von 17 Matches, im Einzel 14 von 25.